# La truffa (racconto)
La truffa (Diddling) è un racconto di Edgar Allan Poe pubblicato nel 1843.

## Trama
Il racconto si presenta come un saggio dal tono umoristico sull'arte della truffa. Dopo aver sostenuto che l'uomo è truffatore per natura, ne vengono elencati e analizzati i componenti: esiguità, interesse, perseveranza, ingegnosità, audacia, non-chalance, originalità, impertinenza, ghignetto (cioè il ghigno che il truffatore fa quando la truffa è andata a buon fine). Segue quindi l'elenco di vari tipi di truffe, alcune molto semplici altre più complesse e originali. 